# Villa Real (Buenos Aires)
Villa Real es uno de los 48 barrios en que se encuentra dividida la Ciudad de Buenos Aires. Situado en la Comuna 10. Se caracteriza por ser un barrio de casas bajas y de ingresos medios. Sus avenidas principales son Gral. Paz, Francisco Beiró y Lope de Vega.
Villa Real es el segundo barrio menos extenso de toda la ciudad, luego de San Telmo y también uno de los que tienen menor población. Con poco más de 14 000 habitantes (2001), es el tercer barrio menos poblado, luego de Versalles y Puerto Madero.
El barrio forma parte de la Comuna 10 junto con Versalles, Monte Castro, Floresta, Vélez Sársfield y Villa Luro, dentro del sistema de gestión política y administrativa por comunas de la Ciudad Autónoma de Buenos Aires.

## Ubicación geográfica

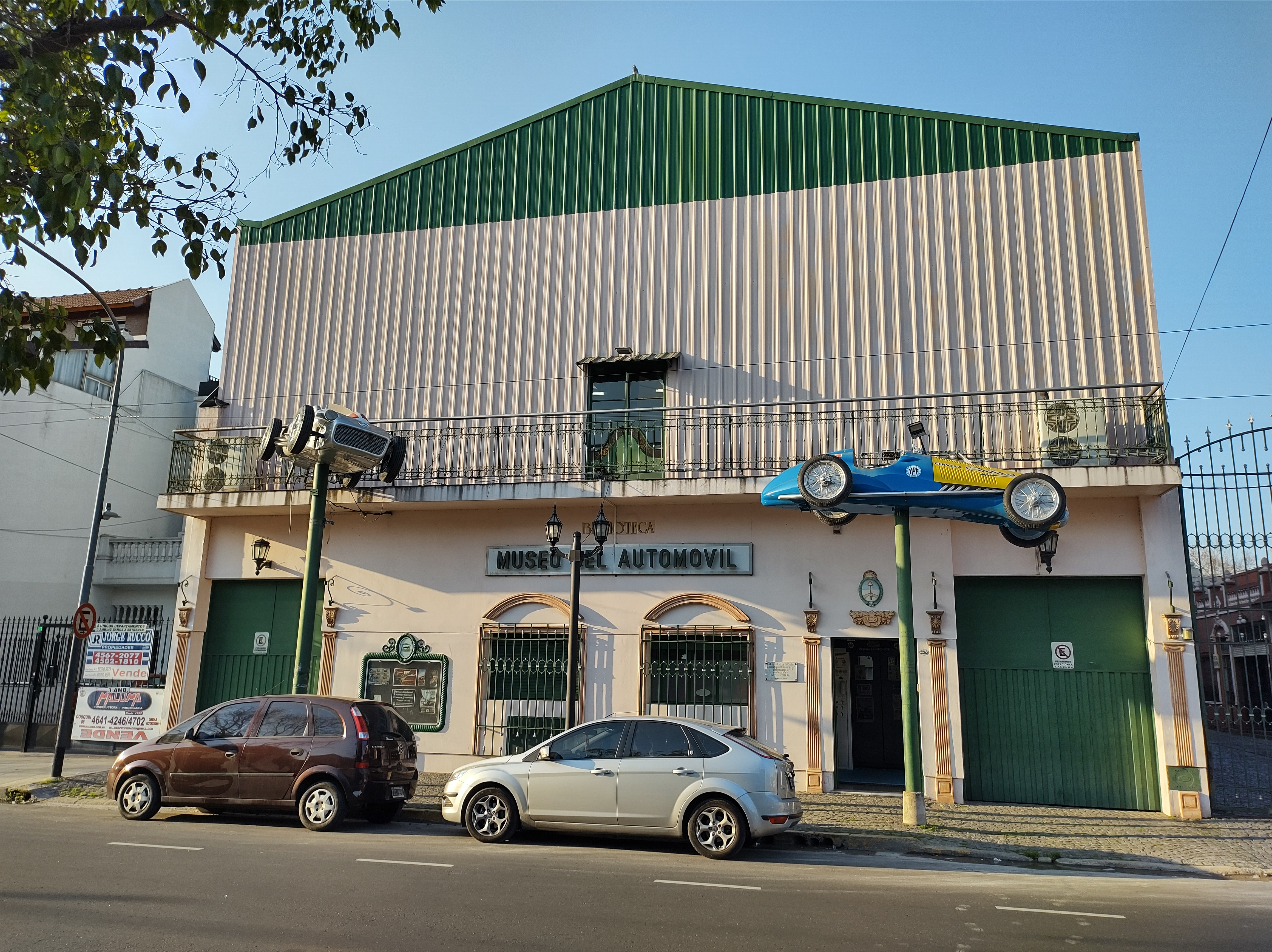
Museo del Automóvil

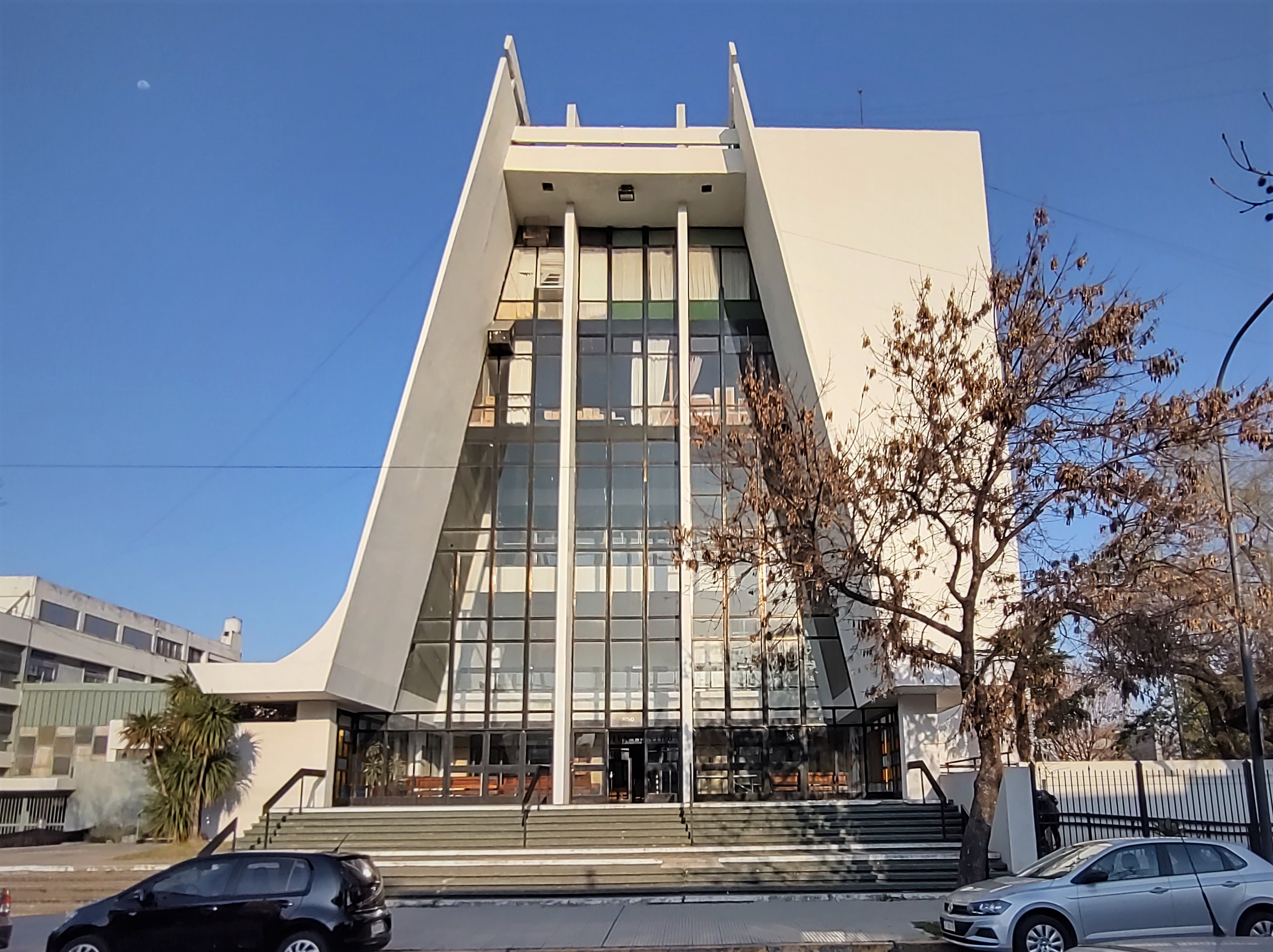
Iglesia Evangélica, llamada "Transparente", en Tinogasta 5850

El barrio de Villa Real está comprendido por las calles Lope de Vega, Baigorria, Irigoyen, Nogoyá y Av. General Paz. Limita con los barrios de Villa Devoto al norte, Monte Castro al este y Versalles al sur, y con las localidades de Ciudadela, José Ingenieros y Villa Raffo al oeste.
Dentro de sus límites funcionan la escuela número 14 D.E. 17 "Simón Bolívar" y escuela número 13 D.E.17 "Prefectura Naval Argentina", la escuela infantil N 4, el Instituto Modelo de Enseñanza Privada,  Escuela Cristiana Evangélica Argentina, el Museo del Automóvil, el Club Social y Deportivo Jorge Newbery de Versailles (participante de la  2.ª División del futsal argentino), el Club Social y Deportivo Villa Real y la asociación Triglav, y el Instituto Formar Futuro y el centro murga Revoltosos de Villa Real.

## Historia
En el año 1804, el virrey de Sobremonte estableció en este barrio su residencia veraniega. Como en la zona que hoy ocupa el barrio estaban construidas la mayoría de las quintas de los virreyes, recibió el nombre de Villa Real. Es desde esta quinta construida por el virrey de Sobremonte de donde precisamente emprendió la fuga hacia Córdoba cuando se produjo la Primera Invasión Inglesa.
Era una fracción de tierra totalmente despoblada, desde donde se divisaban cuando se pasaba con el ramal del Pacífico por la Av. Gral. Paz, los cuarteles de Ciudadela. También se podían encontrar en los terraplenes del tren quintas de verduras y frutas.
Alrededor de 1909 se construye la estación Villa Real del entonces Ferrocarril Buenos Aires al Pacífico (el cual pasaría a llamarse Ferrocarril General San Martín) en la intersección de las calles Tinogasta e Irigoyen. En 2015 se inauguró la última plaza del barrio.

## Características
- Sus límites son la Avda. General Paz, Nogoyá, Irigoyen, Baigorria y Lope de Vega; que lo separan de los barrios de Versalles, Monte Castro y Villa Devoto. Las principales calles, donde se concentra mayormente el comercio de la zona, son Lope de Vega hasta su encuentro con la Avda. Gral. Paz, y también la Avda. Francisco Beiró.

- En la nomenclatura de sus calles figuran personajes notables como Lope de Vega, Espronceda, Víctor Hugo, Molière y Virgilio.
- En calle Irigoyen 2255, cerca de la Plaza Villa Real, se encuentra el Museo del Automóvil. Cuenta con varios automotores, varios de ellos de carrera, del siglo XIX en adelante, además de una biblioteca especializada.
- El barrio posee tres plazas, la "Plaza Juan B. Terán", que tiene más de 21.000 metros cuadrados que se encuentra entre las calles Nogoyá, Gordillo, Melincué y Juan E. Martínez. Lleva este nombre en honor al fundador y primer Rector de la Universidad de Tucumán, famoso jurisconsulto e historiador.
- La "Plaza Villa Real" se encuentra entre las calles Irigoyen, José P. Varela, Bruselas y Simbrón que además cuenta con un Centro Recreativo para Jubilados y Pensionados.
- La última plaza, construida en el año 2015 durante el gobierno de Mauricio Macri, es "Las Toscaneras de Villa Real", en homenaje a las trabajadoras toscaneras que trabajaban en la fábrica Sati (Sociedad Anónima de Tabacos Industrializados), que se hallaba en ese terreno. Ubicada entre las calles Moliere, Pedro Varela, Virgilio y Ramón Lista, en ella funciona el Centro Murga Revoltosos de Villa Real, que nació en la plaza Villa Real y tras la inauguración se mudó a la nueva plaza.
- En su zona encontramos varias instituciones y ONG que trabajan con y para la comunidad, vale citar: la Junta de Estudios Históricos de Villa Real, el club TRIGLAV (símbolo de la tradición yugoslava y croata),también encontramos instituciones que desde Villa Real extienden su trabajo al resto del país como la Fundación Formar Futuro, que tiene su sede principal en la esquina de las calles Simbron y Moliere, esta entidad desarrolla planes de acción con niñas, niños y adolescentes con necesidades educativas especiales y con jóvenes en situación de calle. Encontramos en la zona a la escuela ECEA ECEA, de la Iglesia Cristiana Evangélica, el Instituto Formar Futuro IFF, la Escuela Infantil N.º 4 DE 17 N.º 4 de 17 entre los principales centros educativos del barrio.
- El barrio es sede del Club Social y Deportivo Jorge Newbery de Versailles (que paradójicamente está dentro de los límites geográficos de Villa Real), y es el de más grandes dimensiones del barrio (abarca una manzana).
- También se encuentra el histórico Club Social y Deportivo Villa Real, el cual fomenta la cultura y el deporte por medio de diversas actividades.
- El barrio tiene su asociación vecinal, OVA Villa Real, en la calle Cortina 2150 y que cuenta con actividades sociocultural es de todo tipo.
- La Asociación Civil Revoltosos de Villa Real, que tuvo sus orígenes como la murga del barrio allá por el año 57 y que con el paso de los años logró establecerse institucional y jurídicamente.